# Fujiwara no Saneyori
Fujiwara no Saneyori (japanski藤原実頼, ふじわら の さねより) (3. godina Shōtaija / 900. – 18. dan 5. mjesec 1. godina Tenrokua / 24. lipnja 970.) je bio japanski plemić, dvorjanin i dostojanstvenik koji je djelovao sredinom razdoblja Heiana. Poznat je i pod imenom Onomiya-dono. Najstariji je sin je Fujiware no Adahite iz klana Fujiware. Brat je Fujiware no Morosukea i Fujiware no Morotade.
Bio je ministrom za carevanja careva Reizeija i En'yua. Obnašao je dužnost udaijina, sadaijina, daijoa daijina (zajedno s bratom Morosukeom, dok je bolovao Fujiwara no Tadahira) i kampakua.
Poslije Saneyorijeve smrti, njegov nećak Fujiwara no Koretada preuzeo je njegove dužnosti kad je imenovan za sesshōa (regenta).